# Heinz May
Artykuł ten został zgłoszony do umieszczenia na stronie głównej w rubryce „Czy wiesz”.
Pomóż nam go sprawdzić: oceń zgłoszoną nominację.
Heinz May, właśc. Heinrich Wilhelm May (ur. 28 listopada 1896 w Misselbergu, zm. 30 czerwca 1974 w Bad Ems) – niemiecki leśnik, działacz nazistowski, autor pamiętnika Wielkie kłamstwo. Narodowy socjalizm w postaci nieznanej narodowi niemieckiemu (niem. Die grosse Lüge. Der Nationalsozialismus, wie ihn das deutsche Volk nicht kennt), będącego ważnym źródłem wiedzy na temat działalności obozu zagłady w Chełmnie nad Nerem.

## Życiorys
Syn Karla Theodora Maya i Wilhelminy Christiany. W 1911 roku ukończył szkołę i podjął pracę jako leśnik. Podczas I wojny światowej walczył na froncie zachodnim jako strzelec karabinu maszynowego. Według własnej relacji służył w 115. Heskim Regimencie Gwardyjskim Piechoty. Był ranny, został odznaczony Krzyżem Żelaznym I i II klasy.
25 października 1919 roku wziął ślub z Wilhelminą Pauliną Haxel, zamieszkał z nią w Singhofen. Para miała dwóch synów: Kurta (ur. 1920) i Horsta (ur. 1925).
21 września 1926 roku wstąpił do Narodowosocjalistycznej Niemieckiej Partii Robotników (NSDAP), a następnie, w 1933 roku, został członkiem Schutzstaffel. Dowodził plutonem, a następnie oddziałem szturmowym SS. W 1936 roku został awansowany do stopnia Hauptsturmführera. Od 1 października 1937 do 6 stycznia 1940 roku pracował jako leśniczy w Mündersbach. Był również kierownikiem tamtejszej lokalnej komórki partyjnej. W sierpniu 1939 roku został zmobilizowany do Wehrmachtu i przydzielony do 463 pułku piechoty, z którym stacjonował na granicy niemiecko-belgijskiej. 5 grudnia 1939 roku został zwolniony ze służby wojskowej.
W połowie stycznia 1940 roku objął urząd nadleśniczego i łowczego powiatowego w Nadleśnictwie Koło, w okupowanej Polsce. Od 1943 roku zastępował powiatowego sędziego partyjnego NSDAP w Kole. Podczas pobytu w Kraju Warty zajmował się pracą w pomocy społecznej SS. Pod wrażeniem wizyty w obozie zagłady w Chełmnie nad Nerem, w 1942 roku złożył rezygnację z członkostwa w SS, motywując to światopoglądem religijnym. Latem 1942 roku został zaproszony do obozu przez Hansa Bothmanna, który prosił go o dostarczenie do obozu nasion drzew, które miały posłużyć do zamaskowania śladów mogił masowych na terenie lasu rzuchowskiego. W 1943 roku odmówił wstąpienia do Waffen-SS, a rok później zrezygnował ostatecznie z pracy w pomocy społecznej SS. Według własnej relacji protestował również przeciwko dewastowaniu krzyży oraz kaplic na terenie okupowanej Polski i złemu traktowaniu Polaków.
Na stanowisku nadleśniczego pozostawał do stycznia 1945 roku, po odesłaniu rodziny w nocy z 17 na 18 stycznia pozostał w okolicach Koła jako członek Volkssturmu, następnie na własną rękę przedzierał się do Niemiec. 27 stycznia 1945 roku dotarł w okolice Nassau. Podczas pracy w Kraju Warty wielokrotnie wstawiał się za swoimi polskimi pracownikami i ich rodzinami, przesłuchiwani po wojnie świadkowie podkreślali jego przyjazny stosunek do Polaków.
Po wojnie zamieszkał z rodziną w Sulzbach k. Nassau. W latach 1951–1963 mieszkał w Scheuern, a następnie powrócił do rodzinnego Misselbergu. Jego żona zmarła 24 maja 1971 roku, dokładnie trzy lata później ożenił się z Marią Antoniną Hoff. Zmarł miesiąc po ślubie, 30 czerwca 1974 roku.

## Pamiętnik
May spisał swój pamiętnik w lutym 1945 roku. Składał się on z 4 rozdziałów, poprzedzonych krótką przedmową. W pamiętniku opisuje swoją działalność w NSDAP i SS, pracę w Nadleśnictwie Koło, relacjonuje także zbrodnie popełniane przez komando SS w obozie zagłady w Chełmnie nad Nerem, ostatni rozdział poświęcony jest ewakuacji ludności niemieckiej z Kraju Warty w 1945 roku. Pamiętnik w nieznanych okolicznościach trafił do Polskiej Misji Wojskowej, Władysław Czechowski przesłał następnie kopię pamiętnika do Polskiej Misji Badania Zbrodni Wojennych, a oryginał do Głównej Komisji Badania Zbrodni Niemieckich w Polsce. Wspomnienia Maya nie ukazały się nigdy w całości w Niemczech, opublikowano tylko ich trzeci rozdział.
Po wojnie utrzymywał kontakt z historykiem Karolem Marianem Pospieszalskim.